# Матеус Ліма Магальяйнс
Матеус Ліма Магальяйнс (порт. Matheus Lima Magalhães, нар. 19 липня 1992, Мінас-Жерайс) — бразильський футболіст, воротар клубу «Брага».

## Клубна кар'єра
Народився 19 липня 1992 року в місті Мінас-Жерайс. Вихованець футбольної школи клубу «Америка Мінейру». Дорослу футбольну кар'єру розпочав 2012 року в основній команді того ж клубу, в якій провів два сезони, взявши участь у 47 матчах чемпіонату. 
У червні 2014 року перейшов у португальську «Брагу», в якій у сезоні 2015/16 став володарем Кубка Португалії, а з сезону 2017/18 став основним воротарем клубу.
У серпні 2018 року отримав важку травму коліна, через яку був змушений пропустити майже весь сезон 2018/19. Після відновлення від травми повернув собі статус основного голкіпера португальської команди.

## Титули і досягнення
- Володар Кубка Португалії (2):

«Брага»: 2015-16, 2020-21
- Володар Кубка португальської ліги (2):

«Брага»: 2019-20, 2023-24